# تلوين هيكلي

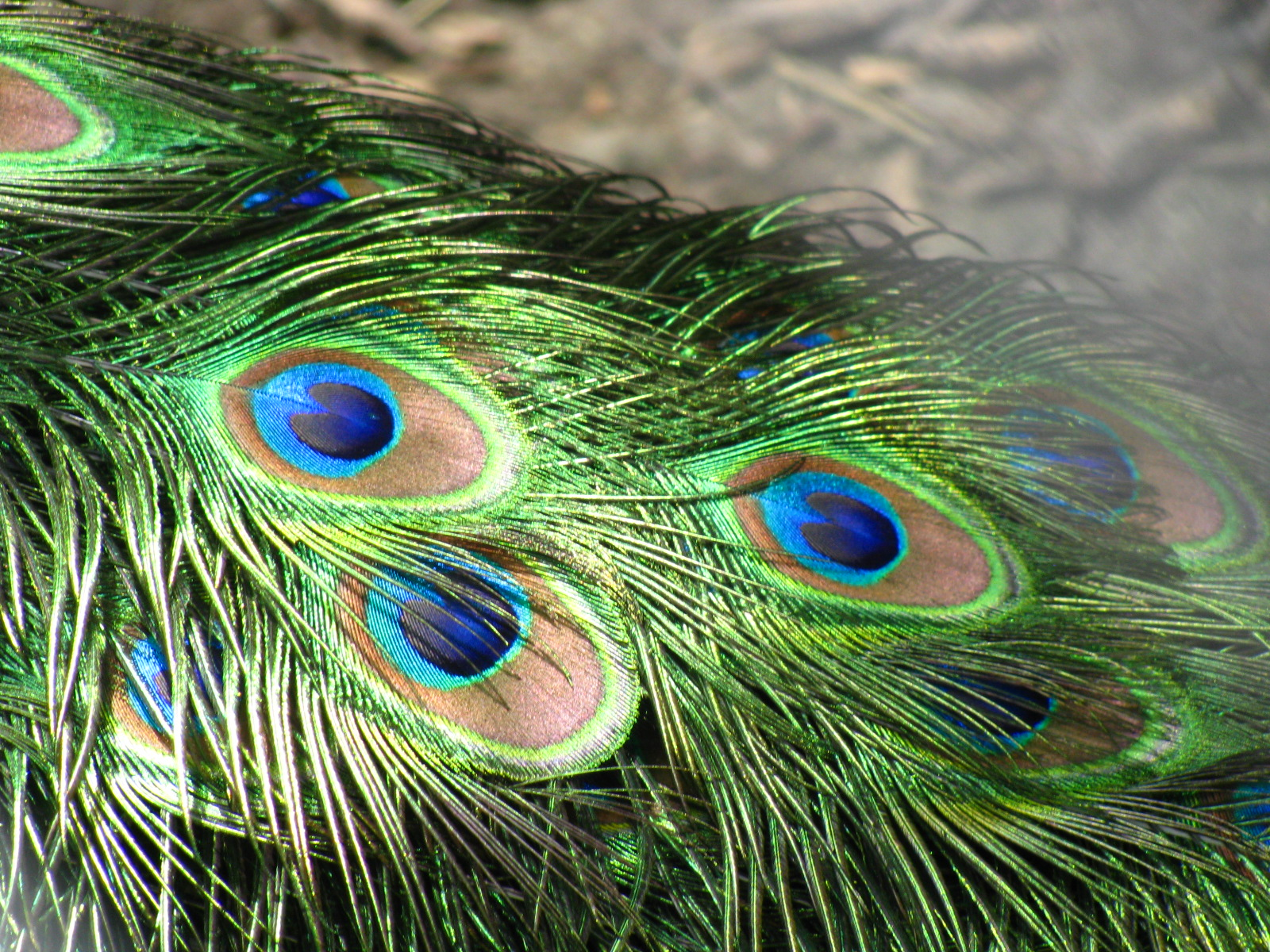

التلوين الهيكلي هو إنتاج اللون في الكائنات الحية من خلال الأسطح الهيكلية المجهرية الدقيقة بشكل كافٍ لتسمح بالتداخل مع الضوء المرئي بالاندماج مع أصباغ أو بدونها. لون ريش ذيل الطاووس كمثال هو اللون البني المصبوغ ولكن تركيب الريش المجهري يجعلها تعكس الضوء الأزرق والفيروزي والأخضر أيضًا وغالبًا ما تظهر بتقزح لوني.
لوحِظ التلوين الهيكلي لأول مرة من قبل العالمان الإنجليزيان روبرت هوك وإسحاق نيوتن وفُسِّر المبدأ الخاص بالتلوين الهيكلي وهو مبدأ تداخل الموجة بعد قرن من الزمان من قبل توماس يونج. وصف يونغ التقزح اللوني بأنه نتيجة التداخل بين الانعكاسات الصادرة عن سطحين أو أكثر من الأغشية الرقيقة مندمجًا مع الانكسار الناتج من دخول الضوء ثم خروجه من مثل هذه الأغشية. تحدد الهندسة بعد ذلك أن الضوء المنعكس من كلا السطحين يتداخل بشكل بناء عند زوايا معينة وبشكل هدام عند زوايا أخرى وهذا سبب ظهور ألوان مختلفة عند زوايا مختلفة.
يحدث التداخل الضوئي في حيوانات كالريش في الطيور وقشور الأجنحة في الفراشات من خلال مجموعة من الآليات الضوئية التي تتضمن محززات حيود ومرايا انتقائية وبلورات فوتونية وألياف بلورية ومصفوفات قنوات نانوية والبروتينات التي يمكن أن تتنوع في بنيتها.
تظهر بعض قطع اللحم أيضًا تلوينًا هيكليًا بسبب انكشاف الألياف العضلية بترتيبها الدوري. تتوافق العديد من هذه الآليات الضوئية مع الهياكل الدقيقة التي يمكن رؤيتها بواسطة المجهر الإلكتروني. في النباتات القليلة التي تتسم بتلوين هيكلي تُنتَج ألوان رائعة بواسطة تراكيب داخل الخلايا. عُثر على أكثر الألوان الزرقاء بهاءً في أي نسيج حي في نبات بوليا كوندينساتا المعروف بالتوت الرخامي إذ ينتج الهيكل اللولبي للييفات السليلوزية حيود براج للضوء، ويُنتَج اللمعان الساطع لنبات الحوذان عن طريق انعكاس الضوء على الأغشية الرقيقة على طبقة جلد خارجية مزودة بصبغة صفراء إلى جانب قيام طبقة خلايا النشا الواقعة تحتها تمامًا بالتسبب في الانتشار الواسع للضوء. هناك إمكانية لاستخدام التلوين الهيكلي في العديد من التطبيقات الصناعية والتجارية والعسكرية كاستخدام أسطح مقلدة للطبيعة لإنتاج ألوان خلابة وتمويه متكيف ومفاتيح بصرية فعالة وزجاج منخفض الانعكاس.

## التاريخ
وصف روبرت هوك الألوان «الخيالية» لريش الطاووس عام 1665 في كتابه الفحص المجهري:
«تظهر أجزاء من ريش هذا الطائر المجيد من خلال المجهر بشكل مبهرج كشكل الريش بالكامل. من الواضح أن كل ساق أو كل عنق من كل ريشة في الذيل ترسل العديد من الفروع الجانبية كما نرى بالعين المجردة لتظهر كل واحدة من تلك الأفرع من خلال المجهر كجسم طويل وكبير يتكون من عدد كبير من أجزاء عاكسة ساطعة. يبدو لي أن أجزاءها العلوية تتكون من عدد كبير من أجسام مطلية رقيقة في غاية النحافة وهي قريبة جدًا من بعضها البعض، وبناء على ذلك فهي كعرق اللؤلؤ لا تعكس فقط ضوءًا خفيفًا ولكن تصدر هذا الضوء بشكل غريب للغاية، وعند تحريكها في مواضع مختلفة نرى أنها تعكس الآن لونًا واحدًا ثم لونًا آخر بعده بشكل واضح. الآن هذه الألوان هي ألوان خيالية فقط، أي أنها تنشأ مباشرة من انكسارات الضوء على سبيل المثال. وجدت بناءًا على هذا أن الماء الذي يبلل هذه الأجزاء الملونة يدمر ألوانها تمامًا والتي يبدو أنها تظهر نتيجة التناوب بين الانعكاس والانكسار».
وصف إسحاق نيوتن آلية الألوان بخلاف اللون البني المصبوغ لريش ذيل الطاووس عام 1704 في كتابه «البصريات». لاحظ نيوتن أنه
إذا قمنا بتحديد جزء معين من الريش الملون للطيور كريش الطاووس بالأخص فإن هذا الجزء يظهر بعدة ألوان في عدة أوضاع بالنسبة للعين بنفس الطريقة التي تتصرف بها اللوحات الرفيعة كما وُجد في الملاحظات العلمية 7 و19. وبناء على ذلك فإن الألوان الخاصة بها تنشأ من نحافة الأجزاء الشفافة من الريش أو من نحول الشعيرات أو الكابلمينتا التي تنبت من جوانب الفروع الجانبية الأضخم في الريشة أو الألياف الموجودة بها.
قام توماس يونغ (1773-1829) بتوسيع النظرية الجسيمية للضوء الخاصة بنيوتن من خلال إظهار أن الضوء يمكنه أن يتصرف أيضًا كموجة. أظهر عام 1803 أن الضوء يمكنه أن ينحرف عن الحواف الحادة أو الشقوق وهذا يخلق أنماطًا للتداخل.

أقر فرانك إيفرز بيدارد (1858-1925) بوجود الألوان الهيكلية عام 1892 في كتابه «تلوين الحيوانات»:
يرجع وجود ألوان الحيوانات إلى أحد سببين، إما وجود أصباغ محددة في الجلد (أو تحت الجلد) أو أنها ناجمة جزئيًا عن تأثيرات بصرية سببها التشتت أو الانحراف أو الانكسار غير المتساوي لأشعة الضوء، الألوان الناتجة عن السبب الثاني غالبًا ما تكون ألوانًا هيكلية وهي ألوان ناتجة عن هيكل الأسطح الملونة. يرجع البريق المعدني لريش العديد من الطيور كالطيور الطنانة إلى وجود حروز دقيقة للغاية على أسطح الريش الخاص بها.